# SpVgg Cannstatt
Die Sportvereinigung Cannstatt ist ein 1897 gegründeter Sportverein aus dem Stuttgarter Stadtteil Bad Cannstatt.

## Geschichte
1897 wurde der FC Stern Cannstatt gegründet. Zehn Jahre später entstand 1907 der FV Cannstatt 07. Beide Vereine fusionierten 1920 zur SpVgg Cannstatt. Im September 1933 schloss sich der SpVgg der SV Cannstatt an. Beide Vereine gehörten zu der Zeit mit der Kreisliga bzw. Bezirksliga der zweithöchsten Fußballspielklasse an.
Von 1935 bis 1937 und von 1939 bis 1941 spielte die Fußballmannschaft der SpVgg in der Gauliga Württemberg, damals die höchste Spielklasse. Seit 2016 spielt der Verein durchgehend in der achtklassigen Bezirksliga Stuttgart. Im Sommer 2022 scheiterte die Mannschaft erst in der Relegation am Aufstieg in die Landesliga Württemberg.
Zusätzlich zum Fußball betreiben seine Mitglieder die Sportarten Handball, Volleyball, Radsport, Tennis, Schwimmen, Turnen und Wasserball.

## Persönlichkeiten
Der ehemalige deutsche Außenminister Joschka Fischer war in seiner Jugend Mitglied der SpVgg-Radabteilung.
Bekannte Fußballer aus den Reihen der SpVgg Cannstatt sind der spätere Bundesligaspieler des VfB Stuttgart, Günter Seibold, der frühere Drittliga-Profi Marcel Avdic, der 2024 kurzzeitig für die Bezirksliga-Mannschaft auflief, sowie Torhüter Diant Ramaj.